# Alburnus istanbulensis
Alburnus istanbulensis е вид лъчеперка от семейство Шаранови (Cyprinidae).

## Разпространение
Видът е разпространен в Турция.